# Fleurie
Fleurie település Franciaországban, Rhône megyében. Lakosainak száma 1351 fő (2022. január 1.). Fleurie Émeringes, Vauxrenard, Villié-Morgon, Romanèche-Thorins, Chénas, Chiroubles és Lancié községekkel határos.

## Népesség
A település népességének változása:
| Lakosok száma | 1266 | 1248 | 1278 | 1265 | 1275 | 1282 | 1300 | 1320 | 1351 |
|               | 2013 | 2015 | 2016 | 2017 | 2018 | 2019 | 2020 | 2021 | 2022 |